# Adenia chevalieri
Adenia chevalieri är en passionsblomsväxtart som beskrevs av François Gagnepain. Adenia chevalieri ingår i släktet Adenia och familjen passionsblomsväxter. Inga underarter finns listade i Catalogue of Life.